# Commune fusionnée de Grünstadt-Land
La Commune fusionnée de Grünstadt-Land est une municipalité allemande située dans le land de Rhénanie-Palatinat et l'arrondissement de Bad Dürkheim. Le chef-lieu de la commune fusionnée est la ville de Grünstadt, mais si elle n'en fait administrativement pas partie.
Les villages suivants font partie de la commune fusionnée de Grünstadt-Land
1. Battenberg (Pfalz)
2. Bissersheim
3. Bockenheim
4. Dirmstein
5. Ebertsheim
6. Gerolsheim
7. Großkarlbach
8. Kindenheim
9. Kirchheim
10. Kleinkarlbach
11. Laumersheim
12. Mertesheim
13. Neuleiningen
14. Obersülzen
15. Obrigheim (Pfalz)
16. Quirnheim

## Source
- (de) Cet article est partiellement ou en totalité issu de l’article de Wikipédia en allemand intitulé « Verbandsgemeinde Grünstadt-Land » (voir la liste des auteurs).